# Saison 1 de Star
Chronologie
Saison 2
Cet article présente le guide des épisodes de la première saison de la série télévisée américaine Star.

## Généralités
- Aux États-Unis, le premier épisode a été diffusé en avant première le 14 décembre 2016 puis la série a été diffusée régulièrement entre le 4 janvier 2017 et le 15 mars 2017 sur le réseau Fox.
- Au Canada, elle a été diffusée avec quelques jours de décalage sur Netflix à partir du 6 janvier 2017, proposant des sous-titres français canadien, la rendant accessible au public québécois.
- En France, elle a été diffusée dans les régions d'Outre-mer entre le 11 mars 2018 et 16 mai 2018 sur La Première et intégralement en France métropolitaine le 1er février 2019 sur le service Fox Play.
- Elle est pour le moment inédite dans tous les autres pays francophones, à l'exception du Québec où seule la version française reste inédite.

## Distribution

### Acteurs principaux
- Jude Demorest (VF : Clara Soares) : Star Davis
- Brittany O'Grady (VF : Zina Khakhoulia) : Simone Davis
- Ryan Destiny (VF : Aurélie Konaté) : Alexandra « Alex » Crane
- Amiyah Scott (VF : Laëtitia Lefebvre) : Cotton Brown
- Quincy Brown (en) (VF : Maxime Baudouin) : Derek Jones
- Benjamin Bratt (VF : Maurice Decoster) : Jahil Rivera
- Queen Latifah (VF : Armelle Gallaud) : Carlotta Brown

### Acteurs récurrents
- Miss Lawrence (VF : Jonathan Gimbord) : Miss Bruce
- Chad Buchanan (VF : Emmanuel Garijo) : Hunter Morgan
- Nealla Gordon (en) (VF : Sylvie Ferrari) : Arlene Morgan
- Caroline Vreeland (VF : Magali Rosenzweig) : Mary Davis
- Juanita Jennings (en) (VF : Annie Balestra) : Ruby Jones
- Jack J. Yang (en) (VF : Frédéric Popovic) : Elliot Wu
- Darius McCrary (VF : Namakan Koné) : Otis Leecan
- Deja Dee (VF : Charlotte Campana) : Ruth-Anne Leecan
- Sharlene Taulé (en) (VF : Caroline Pascal) : Eva
- Tyrese Gibson (VF : Bruno Henry) : pasteur Bobby Harris
- Jasmine Burke (en) (VF : Pauline Guimard) : Danielle Jackson
- Joseline Hernandez (en) (VF : Corinne Wellong) : Michelle

### Invités spéciaux
- Naomi Campbell (VF : Céline Ronté) : Rose Spencer-Crane (récurrente)
- Big Boi : lui-même (récurrent)
- Lenny Kravitz (VF : Antoine Fleury) : Roland Crane (2 épisodes)
- Gladys Knight (VF : Céline Duhamel) : elle-même (2 épisodes)
- Missy Elliott (VF : Corinne Wellong) : Pumpkin (2 épisodes)
- Paris Jackson (VF : Kahina Tagherset) : Rachel Wallace (1 épisode)

## Épisodes

### Épisode 1:La Fugue
- États-Unis : 14 décembre 2016 sur Fox[1]
- Canada /  Québec : 6 janvier 2017 sur Netflix (version originale sous-titrée)
- France : 
  - 11 mars 2018 sur La Première (Outre-mer)
  - 1er février 2019 sur Fox Play (Métropole)
  - 21 mai 2021 sur Disney+

- États-Unis : 6,71 millions de téléspectateurs[2] (première diffusion)

### Épisode 2:Mauvaise fréquentation
- États-Unis : 4 janvier 2017 sur Fox
- Canada /  Québec : 6 janvier 2017 sur Netflix (version originale sous-titrée)
- France : 
  - 11 mars 2018 sur La Première (Outre-mer)
  - 1er février 2019 sur Fox Play (Métropole)
  - 21 mai 2021 sur Disney+

- États-Unis : 4,72 millions de téléspectateurs[3] (première diffusion)

### Épisode 3:La voie de la guérison
- États-Unis : 11 janvier 2017 sur Fox
- Canada /  Québec : 13 janvier 2017 sur Netflix (version originale sous-titrée)
- France : 
  - 18 mars 2018 sur La Première (Outre-mer)
  - 1er février 2019 sur Fox Play (Métropole)
  - 21 mai 2021 sur Disney+

- États-Unis : 4,25 millions de téléspectateurs[4] (première diffusion)

### Épisode 4:Le pacte
- États-Unis : 18 janvier 2017 sur Fox
- Canada /  Québec : 20 janvier 2017 sur Netflix (version originale sous-titrée)
- France : 
  - 18 mars 2018 sur La Première (Outre-mer)
  - 1er février 2019 sur Fox Play (Métropole)
  - 21 mai 2021 sur Disney+

- États-Unis : 3,96 millions de téléspectateurs[5] (première diffusion)

### Épisode 5:Ma mère, cette chanteuse
- États-Unis : 25 janvier 2017 sur Fox
- Canada /  Québec : 27 janvier 2017 sur Netflix (version originale sous-titrée)
- France : 
  - 25 mars 2018 sur La Première (Outre-mer)
  - 1er février 2019 sur Fox Play (Métropole)
  - 21 mai 2021 sur Disney+

- États-Unis : 3,79 millions de téléspectateurs[6] (première diffusion)

- Caroline Vreeland : Mary
- Sasha Sloan : Jeune Carlotta
- Gustavo Carr : Jeune Jahil

### Épisode 6:La tête d'affiche
- États-Unis : 1er février 2017 sur Fox
- Canada /  Québec : 3 février 2017 sur Netflix (version originale sous-titrée)
- France : 
  - 25 mars 2018 sur La Première (Outre-mer)
  - 1er février 2019 sur Fox Play (Métropole)
  - 21 mai 2021 sur Disney+

- États-Unis : 4,05 millions de téléspectateurs[7] (première diffusion)

### Épisode 7:Black, partout où je vais
- États-Unis : 8 février 2017 sur Fox
- Canada /  Québec: 10 février 2017 sur Netflix (version originale sous-titrée)
- France : 
  - 2 mai 2018 sur La Première (Outre-mer)
  - 1er février 2019 sur Fox Play (Métropole)
  - 21 mai 2021 sur Disney+

- États-Unis : 4,12 millions de téléspectateurs[8] (première diffusion)

### Épisode 8:La bonne cause
- États-Unis : 15 février 2017 sur Fox
- Canada /  Québec : 17 février 2017 sur Netflix (version originale sous-titrée)
- France : 
  - 2 mai 2018 sur La Première (Outre-mer)
  - 1er février 2019 sur Fox Play (Métropole)
  - 21 mai 2021 sur Disney+

- États-Unis : 4,07 millions de téléspectateurs[9] (première diffusion)

### Épisode 9:Le temps des décisions
- États-Unis : 22 février 2017 sur Fox
- Canada /  Québec : 24 février 2017 sur Netflix (version originale sous-titrée)
- France : 
  - 9 mai 2018 sur La Première (Outre-mer)
  - 1er février 2019 sur Fox Play (Métropole)
  - 21 mai 2021 sur Disney+

- États-Unis : 3,89 millions de téléspectateurs[10] (première diffusion)

### Épisode 10:Mensonges et trahisons
- États-Unis : 1er mars 2017 sur Fox
- Canada /  Québec : 3 mars 2017 sur Netflix (version originale sous-titrée)
- France : 
  - 9 mai 2018 sur La Première (Outre-mer)
  - 1er février 2019 sur Fox Play (Métropole)
  - 21 mai 2021 sur Disney+

- États-Unis : 3,36 millions de téléspectateurs[11] (première diffusion)

### Épisode 11:Sauver les apparences
- États-Unis : 8 mars 2017 sur Fox
- Canada /  Québec : 10 mars 2017 sur Netflix (version originale sous-titrée)
- France : 
  - 16 mai 2018 sur La Première (Outre-mer)
  - 1er février 2019 sur Fox Play (Métropole)
  - 21 mai 2021 sur Disney+

- États-Unis : 3,8 millions de téléspectateurs[12] (première diffusion)

### Épisode 12:Le grand soir
- États-Unis : 15 mars 2017 sur Fox
- Canada /  Québec : 17 mars 2017 sur Netflix (version originale sous-titrée)
- France : 
  - 16 mai 2018 sur La Première (Outre-mer)
  - 1er février 2019 sur Fox Play (Métropole)
  - 21 mai 2021 sur Disney+

- États-Unis : 3,95 millions de téléspectateurs[13] (première diffusion)